# ناحیه مرکزی سقیلبیه
ناحیه مرکزی سقیلبیه (به عربی: ناحیة مرکز السقیلبیة) یک ناحیه در سوریه است که در منطقه سقیلبیه واقع شده‌است. ناحیه مرکزی سقیلبیه ۴۹٬۶۸۶ نفر جمعیت دارد.